# Kognitive Aktivierung
Kognitive Aktivierung bezeichnet die Anregung der Lernenden zur aktiven und möglichst tiefen Auseinandersetzung mit dem Lerngegenstand.

## Begriffsdefinition
Kognitive Aktivierung verweist auf den Anforderungsgehalt im Lehr-/Lernprozess. Da Lernen ein aktiver Prozess ist, bei dem die Lernenden ihre Aufmerksamkeit auf das Lernmaterial richten, neue Informationen mit bereits vorhandenem Wissen abgleichen, aktiv Probleme lösen und somit ihre Wissensstrukturen erweitern, bedarf es auf Seiten der Lernenden einer aktiven und möglichst tiefen Auseinandersetzung mit den Lerninhalten, die durch entsprechende Herausforderungen im Lehr-/Lernprozess angestoßen bzw. ermöglicht wird.

## Unterrichtliche Aufgabenstellungen
Die Anregung der Lernenden zu einer aktiven und möglichst intensiven Auseinandersetzung mit den Lerninhalten kann im Lehr-/Lernprozess auf unterschiedliche Weise geschehen. Eine besondere Rolle spielen hierbei unterrichtliche Aufgabenstellungen, die über verschiedene Arten von Lernhandlungen zur Aktivierung der Lernenden beitragen können. Im besten Falle sind dies Aufgaben, die an das Vorwissen der Lernenden anknüpfen und diese inhaltlich herausfordern, etwa indem Sachverhalte neu miteinander verknüpft bzw. auf neue Situationen angewendet werden oder indem kognitive Konflikte bearbeitet werden. Die Aufgabe der Lehrperson besteht darin, für die jeweilige Zielgruppe geeignete Aufgabenstellungen auszuwählen bzw. zu entwickeln.
Zudem ist zu bedenken, wie die Lehrperson die Lernenden beim Bearbeiten der Aufgaben sinnvoll unterstützen kann, etwa durch ein entsprechendes Verhalten mit Ansprechbarkeit, konstruktiver Fehlerbearbeitung und Wertschätzung.

## Bedeutung des Vorwissens
Grundsätzlich ist kognitive Aktivierung auf jedem Leistungsniveau möglich. Ob eine Aufgabe allerdings wirklich kognitiv aktiviert, hängt wesentlich von den Voraussetzungen der Lernenden ab. Sofern ein Vorwissen der Lernenden zu dem betreffenden Lerninhalt bereits vorhanden ist und sofern dieses Vorwissen auch (zumindest mittelbar) adressiert und aktiviert werden kann, gelingen den Lernenden auch anspruchsvolle Denk- und Lernprozesse wie beispielsweise Analysieren oder Problemlösen. Eine ausreichende Arbeits- bzw. Übungszeit ist hierbei hilfreich.
Es kann durchaus sein, dass bestimmte Aufgabenstellungen als eher schwierig empfunden werden, wie beispielsweise die Wiedergabe des Inhalts eines klassischen Romans. Trotzdem werden durch diese Lernhandlungen nicht notwendig besonders tiefgreifende Denkprozesse ausgelöst, da nur wenig relevantes Vorwissen aktiviert werden kann. Eine schwierige Aufgabenstellung ist also dann kognitiv aktivierend, wenn sie zum einen inhaltlich herausfordert und zum anderen auf ein vorhandenes Vorwissen der Lernenden zurückgreifen kann.

## Didaktische Methoden und Kognitive Aktivierung
Die Wahl einer didaktischen Methode sagt wenig über die kognitive Aktivierung und die Qualität der geplanten bzw. realisierten Lehr-/Lernprozesse aus. Grundsätzlich können alle möglichen didaktischen Methoden kognitiv aktivieren, unabhängig davon, ob die Methode eher die Selbsttätigkeit der Lernenden oder die gute Vorstrukturierung des Lernstoffs fokussiert. Entscheidend ist, ob es gelingt, die Lernenden zum Denken herauszufordern und ihre individuellen Lernprozesse dabei konstruktiv zu unterstützen.

## Sicht- und Tiefenstrukturen
Die Unterscheidung von Sicht- und Tiefenstrukturen ist für das Verständnis unterrichtlicher Settings hilfreich. Bei den Sichtstrukturen (auch: Oberflächenstrukturen) handelt es sich um Merkmale, die durch Beobachtung leicht zugänglich sind, wie beispielsweise didaktische Methoden, Sozialformen oder Organisationsformen. Viel wichtiger für einen qualitativ hochwertigen Unterricht sind jedoch die Tiefenstrukturen. Sie umfassen im Wesentlichen die Kognitive Aktivierung, die konstruktive Unterstützung und die Klassenführung (Classroom Management).